# 新镇乡 (友谊县)
新镇乡，是中华人民共和国黑龙江省双鸭山市友谊县下辖的一个乡镇级行政单位。

## 行政区划
新镇乡下辖以下地区：
新镇村、双林村、新发村、东邻村、西邻村、长林村和新建村。